# André Fauquet-Lemaître
André Fauquet-Lemaître de Guiroya (Parigi, 12 dicembre 1862 – Gruchet-le-Valasse, 3 gennaio 1943) è stato un giocatore di polo francese.
Partecipò al torneo di polo della II Olimpiade di Parigi del 1900. La sua squadra, il Compiègne Polo Club, fu eliminata alla prima partita, ottenendo così la quinta posizione assoluta nel torneo.
Anche suo cognato, Maurice Raoul-Duval, fu giocatore di polo alle II Olimpiadi.